# NGC 573
NGC 573 este o galaxie spirală situată în constelația Andromeda. A fost descoperită în 21 octombrie 1881 de către Édouard Stephan.